# Gilvan Ribeiro
Gilvan Bitencourt Ribeiro (Cruz Alta, 8 de mayo de 1989) es un deportista brasileño que compitió en piragüismo en la modalidad de aguas tranquilas. Ganó tres medallas en los Juegos Panamericanos en los años 2011 y 2015.

## Palmarés internacional
| Juegos Panamericanos | Juegos Panamericanos | Juegos Panamericanos | Juegos Panamericanos |
| Año                  | Lugar                | Medalla              | Competición          |
| -------------------- | -------------------- | -------------------- | -------------------- |
| 2011                 | Guadalajara (México) | Medalla de bronce    | K2 200 m             |
| 2011                 | Guadalajara (México) | Medalla de bronce    | K4 1000 m            |
| 2015                 | Toronto (Canadá)     | Medalla de plata     | K4 1000 m            |